# Bhakti

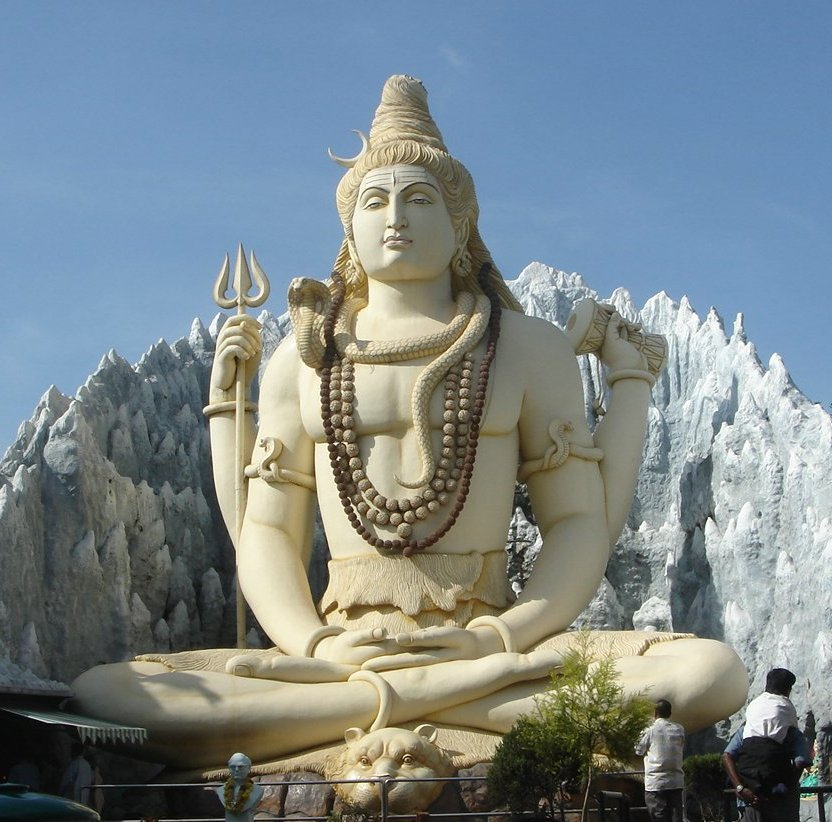
Siva szobor, Bengaluru

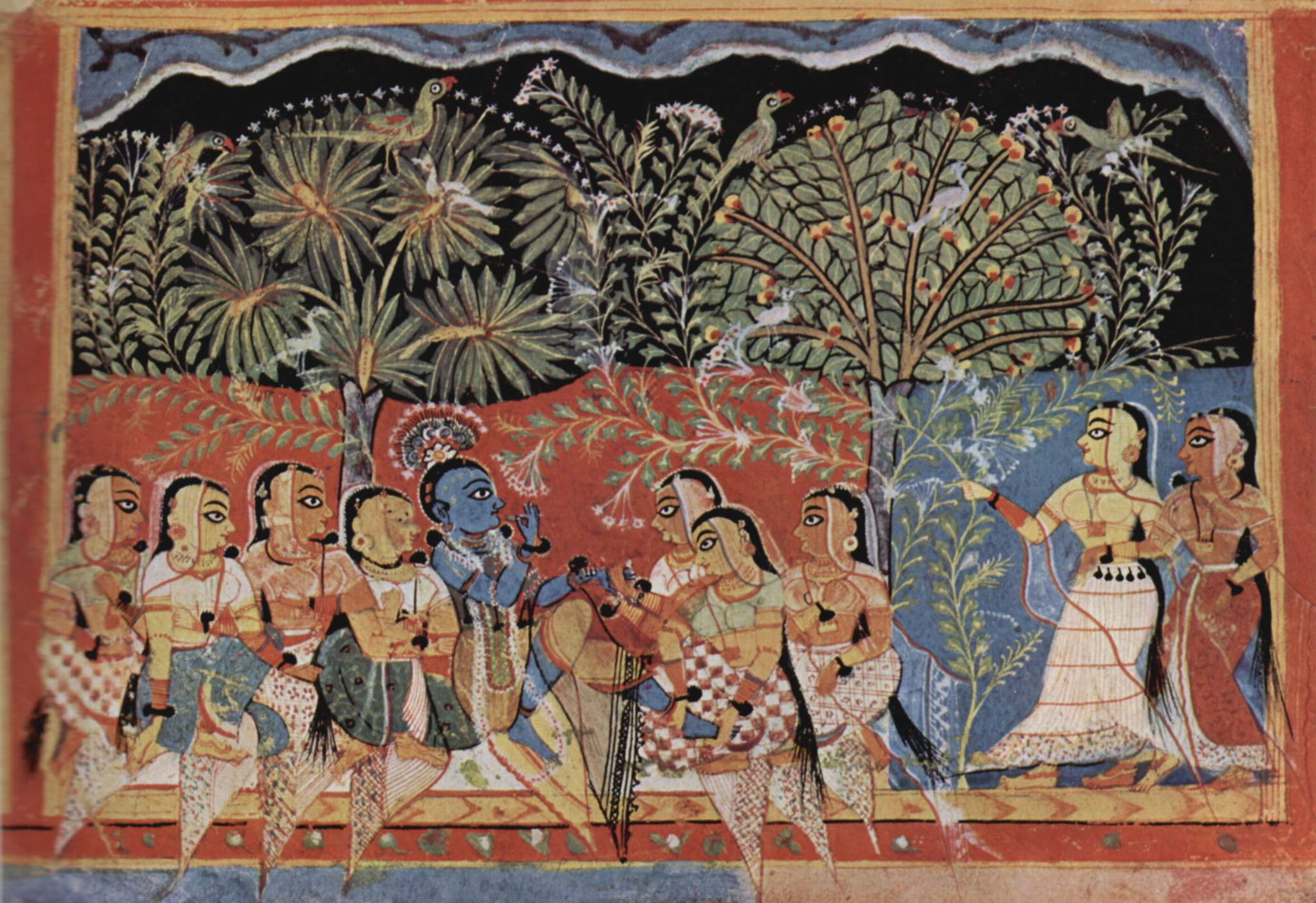
Krisna és a pásztorlányok

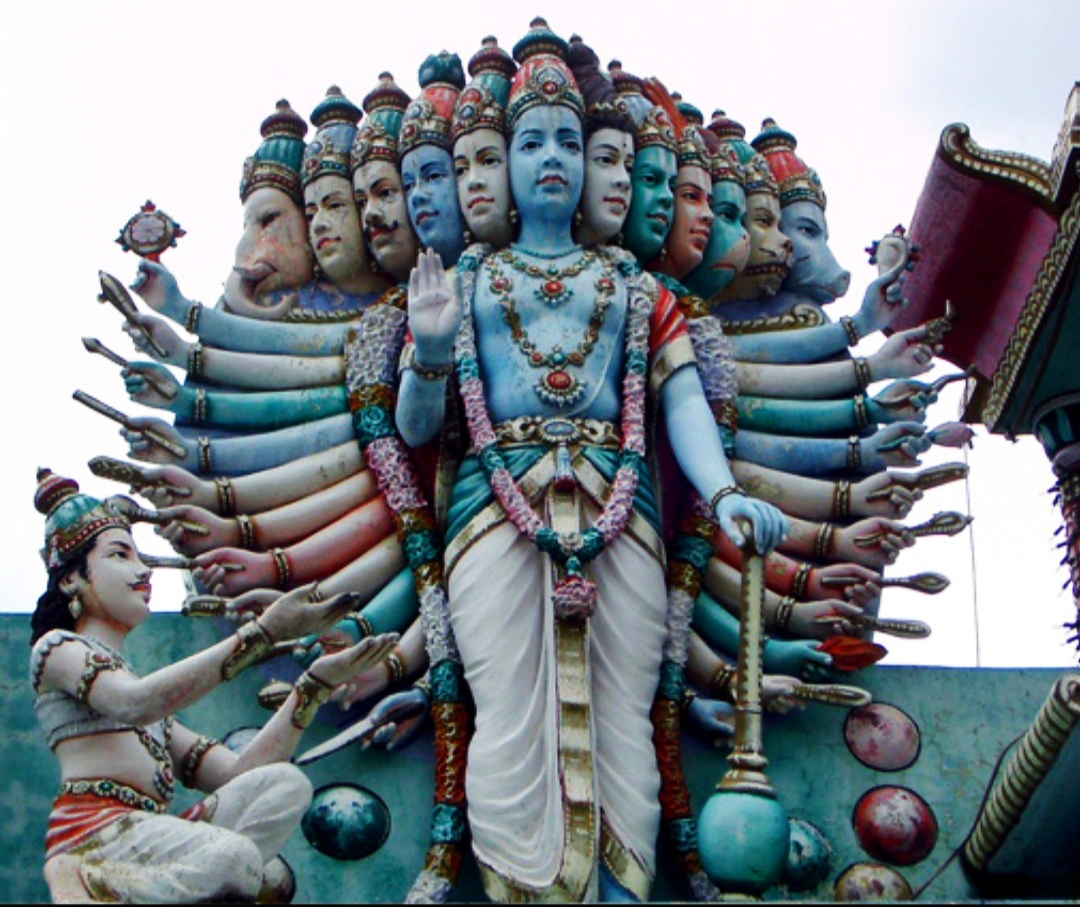
Visnu megmutatja valódi formáját Ardzsunának (Bhagavad-gíta)

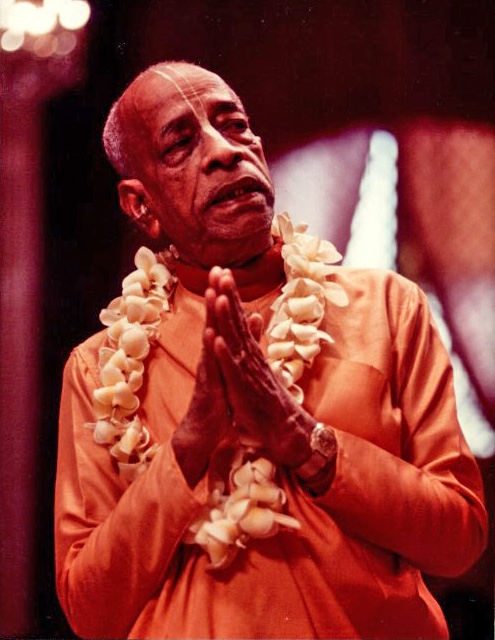
Bhaktivédánta Szvámi Prabhupáda (Krisna-tudat)

A bhakti (Dévanágari: भक्ति jelentése:odaadás), az istenség iránti áhítatos odaadás, feltétlen szeretet. Célja, hogy az ember megszabadulhasson a szanszárától, a létforgatagból, ehhez nyújt segítséget az istenség, a hinduizmusban jellemzően Siva vagy Visnu. Hívői szerint az isten jóindulatának elnyeréséhez a bhaktin keresztül vezet az út, akinek bizalmát a hívő feltétlen odaadásával nyeri el.
A bhakti egy eszköz arra, hogy az emberi élet célját elfedő máját, a csalóka látszatot fellebbentse, a valóságot megtalálja. A bhaktiban az életet nem megvetni kell, hanem megismerni, szeretni, és szépségeit élvezni.

## A bhakti mozgalom
A bhakti írásban először a Bhagavad-gítában jelenik meg. A Mahábhárata eposz egyik fejezete a Bhagavad-gíta. Itt az egyik főhös, Ardzsuna, (az ember) kérdezi Krisnát (Visnu egyik avatárája) a világ dolgairól és az isten lényegéről. A mű párbeszédes formában mutatja be, hogyan győzi meg Krisna Ardzsunát, hogy ha az istent bhaktaként, feltétlen odaadással szereti, akkor jár a helyes úton. A Bhagavad-gíta a hinduizmus legismertebb szövege, egyfajta szentírásnak is tekintik.
A bhakti mozgalom Dél-Indiából indult a 6. században. A 12. században virágzott India központi és nyugati részén, majd tovább terjedt északra. A bhakti már a buddhizmusban is jelen volt, ott – a mahájána buddhizmusban – a vallási út legfontosabb követelménye a szenvedő lélek iránti szeretet, könyörület, részvét és segítőkészség. Ez az érzésvilág tekinthető a később, a hinduizmusban megjelenő bhakti ősősének. A legradikálisabb bakhták (bhakti hívők) a papság tekintélyét, a templomi rítusok fontosságát és a kasztbeli hovatartozás fontosságát is kétségbe vonták. Egyfajta népi vallásosság ez, ahol az ének és az ima különösen nagy jelentőséggel bír.
A 6. században Dél-Indiában a bhaktizmus két ága alakult ki: a Siva és a Visnu köré tömörülő bhakti. A tamilok által lakott területeken Siva imádata az erősebb. A 6. és a 12. század közötti saiva-bhakti költők (nájanmár) műveiből a 13. században antológia készült, a Tirumurai (Szent Könyv) 12 kötetében. A vaisnava-bhakti költők az ázsvárok. A 7. és 10. századi költők munkáit a 10. század közepén Nádamudi rendezte egy antológiába Nálájira pirabandam (Négyezer prabandha) címmel. Mint a Srírangami templomváros vezetője, a himnuszokat beemelte a szent iratok közé.
A 11. században a vaisnava-bhakti mozgalom szellemi vezetője Rámanudzsa lett, új központot is kialakított Tirupatiban. A vaisnava védántát tárgyaló művei mellett kialakította a vaisnava templomok vallásgyakorlati formáját, majd kinevezte az ácsárjákat, akikhez a későbbiekben a doktrinális és vallásgyakorlati kérdésekkel lehetett fordulni. Ezt tekintik a vaisnavizmus indulásának.
Az 1200-as években a bhaktizmus már elterjedt India északi vidékén is. Itt elsősorban a Visnu imádat a jellemző, annak is két avatárájának Rámának és Krisnának tisztelete. Világhírű irodalmi művek születnek, mint Dzsajadéva Gíta Govindája, mely Weöres Sándor fordításában magyarul is olvasható.
A 15. században Csandídás (bengáli: চণ্ডীদাস), a nagy bhakta költő énekelte meg a tehénpásztorlány (gopi) jelképébe öltöztetett emberi lélek, és a Legfőbb Pásztor, Krisna szerelmes egyesülésének misztériumát. A hagyományos bhakti mozgalom végének a 17. század tekinthető.
Bár a hinduizmus nem térítő jellegű vallás, a bhaktizmus egyik mai iskolája, a Krisna-tudat mozgalom az egész világon elterjedt, megtalálható Magyarországon is.

## A bhakti filozófiai vonatkozásai
A dharmán alapuló vallásokban, filozófiákban az ember isteni természetének felismeréséhez két út vezet. Az egyik a tudás útja, a másik az odaadó áldozatok ösvénye. A tudás ösvényét jelképezi a szent könyvek, a hagyományok megismerése, a szabályok megértése. Ez a dzsnyána marga a tudás ösvénye. A szent könyveken elsősorban a Védákat értik, illetve a védánta filozófiát. Ez a jórészt intellektusát használó ember útja.
A bhakti marga az odaadás, az érzelmei által vezérelt ember útja. A bhakti útja az áhítaton, odaadáson, az imádaton, a rajongáson keresztül vezet, a szeretet eszközeivel közelít a brahman felé. Ez a szeretet önzetlen és önfeláldozó, nem az ember vágyairól szól. Első közelítésben összekeverhető az istenség iránti áhítattal, de ez távolról sem jelenti azt, hogy az ember az áhítatért cserébe vár valamit, gazdagságot, egészséget. A bhakti ebben az értelemben a művészek útja, olyan tudatállapot, amit tanulással, megismeréssel elsajátítani nem lehet. A művész, amikor alkot, ezt az utat járja be. Az áhítattal átfűtött ember, amikor himnuszokat énekel – bhadzsranokat, kírtanákat – érzelmeinek segítségével jut el ebbe az isteni tudatállapotba. Ilyenkor az intellektus nem vesz részt a folyamatban, az egyébként szunnyadó képességek nyilvánulnak meg.

## Bhakti a hinduizmusban
A bhakti az isten, leggyakrabban Siva vagy Visnu feltétlen és odaadó szeretete, egy különösen személyes vonzalom, amelyben minden más anyagi és szellemi viszonyrendszer a háttérbe szorul. Patandzsali (i. e. 2. század) így fogalmazza meg a spiritualitásról írt művében, a Jógaszútrában:
„Az Isten iránti odaadás és összpontosítás. A bhakti tanítása szerint nem számít a pénz, a hatalom, a műveltség, a vallási ismeret, a tanultság, a mantrák pontos kiejtése vagy az Istennek szentelt ajándékok értéke. A családi kötelékek ehhez a viszonyhoz képest másodlagosak.”

## Bhakti-jóga
A jóga célja a testi és a szellemi erők felébresztése. Négy fő ága van, a bhakti-jóga, a karma-jóga, a dzsnyána-jóga, rádzsa-jóga. A bhakti-jóga az odaadás jógája. A bhakti szó „odaadás”-t, a jóga kifejezés pedig „összekapcsolódás”-t jelent. A bhakta, a bakhti-jógát végző ember, az odaadáson, imádaton keresztül szeretne kapcsolódni Istenéhez. Mivel a legtöbb ember könnyebben érti meg az érzelmeket, ez a módszer számára könnyebb, mint a tanulással megismerhető tudásanyag megértése, mely alkalmassá tenné a dzsnyána-jógára. A bhakti-jóga a Védák imádattal foglalkozó részéből fejlődött ki.
A bhakti jóga segítségével az ember az igazságot a személyes Isten, Isvára (Isten emberi ésszel és szívvel felfogható formája) iránti odaadásával és feltétlen szeretetével találja meg. Fontos szerepe van az imádságnak, az éneklésnek, a mantrának (Isten neveinek ismétlése), az Istenről és szentekről szóló történetek mesélésének, a vallási ceremóniáknak és rítusoknak. A bhakti-jógi úgy próbál megszabadulni a hamis éntudattól (egocentrizmus), hogy fejleszti magában az alázatot, körülveszi magát Istennel, és szüntelenül arra gondol, hogy ő csak egy hangszer Isten kezében.
Az önvaló megismerésére Nárada a Bhakti Szútrákban így írja le a bhakti jóga kilenc elemét:
1. Jó, spirituális társaság
2. Istenről hallani és olvasni
3. Hit, bizalom
4. Isten dicséretét énekelni
5. Isten nevének ismétlése (dzsapa, mantra)
6. Az érzékek ellenőrzése és „visszavonása” a világi dolgoktól
7. Tisztelettel viseltetni az Istennek szentelt életű emberek iránt
8. Elégedettség (szantósa)
9. Isten iránti odaadás

Lényegében a legtöbb vallás a bhakti-jógát tanítja, de mindig fennáll annak a veszélye, hogy az imádat fanatizmusba csap át. A veszély abból ered, hogy a hívő elkezdi azt hinni, hogy az ő istene jobb vagy istenibb, és hogy az ő odaadása saját istene felé magasabb rendűvé teszi őt másoknál, le is nézhetik más vallások követőit, vagy alacsonyabb rendűnek tekinthetik őket. Ez ellentétes a bhakti-jóga tanításával, mivel a jóga azt mondja, mindenki úgy képzeli el magának az Istent, ahogy akarja. Mindenkinek más a kapcsolata Istennel. A jóga tanítása szerint a végső szabaduláskor ezek a különbségek úgyis feloldódnak, amikor bekövetkezik az "egyesülés a leírhatatlan Eggyel".